# Acmaeodera quadrivittatoides
Acmaeodera quadrivittatoides är en skalbaggsart som beskrevs av Nelson och Wescott 1995. Acmaeodera quadrivittatoides ingår i släktet Acmaeodera och familjen praktbaggar. Inga underarter finns listade i Catalogue of Life.